# Tir national
 (novembre 2023).
La mise en forme du texte ne suit pas les recommandations de Wikipédia : il faut le « wikifier ».
Les points d'amélioration suivants sont les cas les plus fréquents. Le détail des points à revoir est peut-être précisé sur la page de discussion.
- Les titres sont pré-formatés par le logiciel. Ils ne sont ni en capitales, ni en gras.
- Le texte ne doit pas être écrit en capitales (les noms de famille non plus), ni en gras, ni en italique, ni en « petit »…
- Le gras n'est utilisé que pour surligner le titre de l'article dans l'introduction, une seule fois.
- L'italique est rarement utilisé : mots en langue étrangère, titres d'œuvres, noms de bateaux, etc.
- Les citations ne sont pas en italique mais en corps de texte normal. Elles sont entourées par des guillemets français : « et ».
- Les listes à puces sont à éviter, des paragraphes rédigés étant largement préférés. Les tableaux sont à réserver à la présentation de données structurées (résultats, etc.).
- Les appels de note de bas de page (petits chiffres en exposant, introduits par l'outil «  Source ») sont à placer entre la fin de phrase et le point final[comme ça].
- Les liens internes (vers d'autres articles de Wikipédia) sont à choisir avec parcimonie. Créez des liens vers des articles approfondissant le sujet. Les termes génériques sans rapport avec le sujet sont à éviter, ainsi que les répétitions de liens vers un même terme.
- Les liens externes sont à placer uniquement dans une section « Liens externes », à la fin de l'article. Ces liens sont à choisir avec parcimonie suivant les règles définies. Si un lien sert de source à l'article, son insertion dans le texte est à faire par les notes de bas de page.
- La présentation des références doit suivre les conventions bibliographiques. Il est recommandé d'utiliser les modèles {{Ouvrage}}, {{Chapitre}}, {{Article}}, {{Lien web}} et/ou {{Bibliographie}}. Le mode d'édition visuel peut mettre en forme automatiquement les références.
- Insérer une infobox (cadre d'informations à droite) n'est pas obligatoire pour parachever la mise en page.

Pour une aide détaillée, merci de consulter Aide:Wikification.
Si vous pensez que ces points ont été résolus, vous pouvez retirer ce bandeau et améliorer la mise en forme d'un autre article.
Le Tir national (en néerlandais : Nationale Schietbaan) est un complexe militaire de Belgique de 20 hectares, situé à Schaerbeek dans la région bruxelloise, destiné à l'entraînement des soldats des forces armées belges.

## Histoire

### Genèse et construction
L’idée d’un centre de tir national remonte à la Révolution de 1830. Une compagnie de chasseurs de la garde bourgeoise qui avait participé aux combats et rejoint la garde civique sous le nom de «chasseurs éclaireurs» avait acquis par expérience la conviction que pour défendre efficacement l'indépendance nationale, les citoyens devraient pouvoir s'exercer au maniement des armes en usage dans les armées modernes et recevoir une instruction militaire dans des établissements permanents créés à cet effet. Faute de moyens pour en construire un, les «chasseurs éclaireurs» de la garde civique de Bruxelles se sont mis à organiser des concours de tir dans des terrains et locaux de la banlieue bruxelloise. Ils étaient  réservés uniquement à la garde civique et à certains corps du Royaume .
Dans les années 1850 le gouvernement et Charles Rogier, ministre de l'Intérieur, a commencé à octroyer son appui et une aide financière à ces compétitions comme le firent par la suite à partir de 1858 le roi Léopold Ier et le Prince héritier, futur roi Léopold II qui y voyaient un moyen pour les tireurs d'améliorer leur habileté dans le maniement des armes. Un premier complexe appelé les Cibles nationales est établi en 1859 par Charles Rogier, alors ministre de la défense nationale, et par Eugène Dailly, bourgmestre de Schaerbeek. Installé place Dailly (achetée par le Département de l'Intérieur en 1858), il est abandonné vers 1886 par les autorités, en raison de son obsolescence due à la modernisation de l'armement, nécessitant la possibilité aux tireurs de la Garde civique de s’exercer sur de plus longues distances.
En 1859, un premier bâtiment national fut construit sur la place qui allait devenir la Place Dailly. Une médaille de bronze  datée de septembre 1861 nous livre le nom de l'architecte H. Raeymaeckers.  Cette médaille d'Alexandre Geefs (1829-1866), fils de Guillaume Geefs qui habitait à Schaerbeek, rue des Palais,  nous donne la liste la liste des membres de la Commission directrice dont le président était E. Dailly.  Les concours ont alors été ouverts aux milices citoyennes de divers pays (la France, la Hollande, la Suisse et l'Angleterre) ce qui donna naissance aux premiers concours de tir internationaux. Le premier eut lieu à Bruxelles en 1864. Devenu trop petit, le bâtiment a été abandonné en 1887. Il fallait plus de stands de tir, de tranchées et un plus grand bâtiment. Les travaux débutent la même année sur un terrain de plus grande superficie et sous l’égide de Léopold II qui fit de fréquentes visites aux chantiers et qui assista en 1889 à l’inauguration du nouveau site. Les concours ont dès lors été ouverts à l'armée et aux sociétés civiles d'amateurs belges et étrangers et n’ont jamais cessé de s’accroître et de se développer jusqu'à la veille de la première guerre mondiale.
Un nouvel ensemble est inauguré en 1889 sur un terrain de 20 hectares situé le long du boulevard Auguste Reyers. Le Tir National est resté le lieu de rendez-vous de prédilection de la Garde civique jusqu'à la dissolution de celle-ci en 1920. Il est alors devenu Domaine Militaire.

### Guerres mondiales
Pendant l'occupation allemande de la Belgique pendant la Première Guerre mondiale, les troupes allemandes ont investi le Tir National. Elles ont transformé une parcelle du territoire en lieu d'exécution et d'inhumation qu’elles ont réutilisé pendant celle de la Seconde Guerre mondiale.
C'est au Tir national que furent fusillés par l'occupant allemand l'infirmière Edith Cavell et l'architecte Philippe Baucq, tous deux principaux membres d'un réseau qui cachait et soignait des soldats belges et alliés, ainsi que Gabrielle Petit, une jeune fille qui appartenait à un réseau qui espionnait les mouvements des troupes d'occupation sur la partie de la Belgique occupée par l'Allemagne. Durant la seconde guerre mondiale, de nombreux résistants furent exécutés au Tir National: les poteaux d'exécution, un mémorial et les sépultures sont restés jusqu'au 29 avril 1963 époque du dynamitage des édifices et des deux tours monumentales,.

## Occupation actuelle
En 1962, l‘ensemble immobilier a été vendu par l'État à l'Institut National de Radiodiffusion (INR), aujourd'hui Radio-Télévision Belge (RTB) . Le Tir National a cessé d'exister, seul subsiste encore l’enclos des fusillés qui en garde le nom. La RTBF, qui en est  propriétaire, en assure encore actuellement la surveillance et l’entretien.
Le seul édifice déplacé est celui consacré à la résistante Edith Cavell. Un petit cimetière, l'enclos des fusillés, subsiste actuellement près des bâtiments de la télévision sur 40 ares, dernier témoin du Tir national. Y reposent actuellement 365 croix et étoiles de David, une stèle parmi les sépultures marque l'emplacement de l'urne contenant les restes des victimes des camps de concentration de 1940-1945.
La plus grande partie du site de l'ancien Tir National est actuellement occupée par le complexe en béton des bâtiments de la cité de la télévision de service public belge RTBF et VRT et, à l'arrière de ces bâtiments, par un site boisé retourné à l'état sauvage et destiné à une extension des activités audio-visuelles.

## Personnes exécutées et/ou inhumées au Tir national
Au cours des deux guerres mondiales, le Tir national a été le lieu de nombreuses exécutions.